# ارنو غيسلين
ارنو غيسلين هو منافس ألعاب قوى بلجيكي، ولد في 2 ديسمبر 1988 في Beloeil, Belgium ‏ في بلجيكا.

## وصلات خارجية
- ارنو غيسلين على موقع الاتحاد الدولي لألعاب القوى (الإنجليزية)
- ارنو غيسلين على موقع اللجنة الأولمبية الدولية (الإنجليزية)
- ارنو غيسلين على موقع أوليمبيديا (الإنجليزية)